# Philippe Amaury
Philippe Amaury (6 maart 1940 - 23 mei 2006) was een Frans uitgeversondernemer en mediamagnaat die de Franse media domineerde. 
Hij was een zoon van Émilien Amaury, die in 1944 de lokale Parijse krant Le Parisien had opgericht, en richtte Éditions Philippe Amaury (EPA) op, de uitgever van Le Parisien en het landelijk kopblad Aujourd'hui. De groep geeft ook samen met SNC L'Equipe een aantal sportkranten uit, waaronder: l'Équipe, l'Équipe Magazine, France Football en Vélo Magazine. Ten slotte heeft EPA ook een televisiezender genaamd l'Equipe TV..
Amaury Sport Organisation is een van de grootste promotors van sportevenementen in Frankrijk, waaronder de Tour de France, Paris-Roubaix, Enduro du Touquet, marathon van Parijs en het French Open tennistoernooi. 